# Scyliorhinus tokubee
Scyliorhinus tokubee es una especie de peces de la familia Scyliorhinidae en el orden de los Carcharhiniformes.

## Morfología
• Los machos pueden llegar alcanzar los 41,3 cm de longitud total.

## Reproducción
Es ovíparo.

## Hábitat
Es un pez de mar y de templado.

## Distribución geográfica
Se encuentra en el Japón.